# John Fitzgibbons
John Fitzgibbons (* 10. Juli 1868 im Oneida County, New York; † 4. August 1941 in Buffalo, New York) war ein US-amerikanischer Politiker. Zwischen 1933 und 1935 vertrat er den Bundesstaat New York im US-Repräsentantenhaus.

## Werdegang
Bereits im Jahr 1870 kam John Fitzgibbons nach Oswego, wo er die öffentlichen Schulen besuchte. Im Jahr 1885 begann er für die Eisenbahn zu arbeiten. Zwischen 1896 und 1914 und von 1915 bis 1933 war er Vertreter der Arbeitervereinigung Brotherhood of Railroad Trainmen im Staat New York. Dazwischen war er in den Jahren 1914 und 1915 Schlichter im Arbeitsministerium seines Staates. Politisch schloss er sich der Demokratischen Partei an. Zwischen 1908 und 1909 gehörte er dem Gemeinderat von Oswego an; in den Jahren 1910 und 1911 sowie zwischen 1918 und 1921 war er Bürgermeister dieses Ortes. In den Jahren 1920, 1924 und 1932 nahm er als Delegierter an den jeweiligen Democratic National Conventions teil.
Bei den Kongresswahlen des Jahres 1932 wurde Fitzgibbons in einem staatsweiten Wahlbezirk von New York in das US-Repräsentantenhaus in Washington, D.C. gewählt, wo er am 4. März 1933 sein neues Mandat antrat. Da er im Jahr 1934 auf eine weitere Kandidatur verzichtete, konnte er bis zum 3. Januar 1935 nur eine Legislaturperiode im Kongress absolvieren. Während dieser Zeit wurden dort die ersten New-Deal-Gesetze der Roosevelt-Regierung verabschiedet. 1935 wurden erstmals die Bestimmungen des 20. Verfassungszusatzes angewendet, wonach die Legislaturperiode des Kongresses jeweils am 3. Januar endet bzw. beginnt.
Nach dem Ende seiner Zeit im US-Repräsentantenhaus arbeitete John Fitzgibbons für die Eisenbahnarbeiterbewegung in Buffalo. Dort ist er am 4. August 1941 auch verstorben.